# Lover (Live from Paris)
Pour les articles homonymes, voir Lover.
Albums de Taylor Swift
Live from Clear Channel Stripped 2008
(2020) folklore
(2020)
Lover (Live from Paris) est le troisième album live de l'auteure-compositrice-interprète américaine Taylor Swift, sorti le 19 mai 2020 sous Republic Records. Une réédition pour la Saint-Valentin est sortie le 14 février 2023, sous la forme d'un disque vinyle en édition limitée vendu exclusivement via la boutique en ligne de Swift. Il se compose de deux disques en forme de cœur contenant les enregistrements live des huit chansons du septième album studio de Swift, Lover (2019), qu'elle a interprétés lors de son concert donné au théâtre L'Olympia, à Paris, le 9 septembre 2019. Il a été classé en Australie, au Royaume-Uni et aux États-Unis, et a été en tête du classement américain des albums vinyles Billboard. L'album a été publié à nouveau en 2025, avec un succès croissant.

## Contexte et sortie
Taylor Swift a sorti son septième album studio, Lover, le 23 août 2019, via Republic Records. Elle a décrit Lover comme un disque explorant toutes les formes d'amour, agissant comme une « lettre d'amour à l'amour ». Il a reçu des critiques positives de la part des critiques musicaux, et a connu un large succès commercial. Pour célébrer la sortie de l'album, Swift a organisé le City of Lover, un concert unique, au théâtre Olympia à Paris, en France, le 9 septembre 2019. Ce serait le seul concert de Swift en soutien à Lover, puisque sa sixième tournée de concerts prévue, Lover Fest, a été annulée en raison de la pandémie de COVID-19.
Le 17 mai 2020, le concert a été diffusé sous la forme d'une émission spéciale d'une heure, intitulée Taylor Swift: City of Lover, sur ABC, et a finalement été rendu disponible en streaming à la demande sur Hulu et Disney+,. Les médias ont estimé que l'émission spéciale télévisée était une alternative à la tournée annulée. L'émission spéciale télévisée ne comprenait que les huit chansons de Lover qui avaient été interprétées lors du concert, et excluait les chansons qu'elle avait interprétées de ses autres albums. Après la première de l'émission spéciale, les versions live ont été publiées en singles sur des plateformes de musique numérique et de streaming, à l'exception de « The Man », qui était auparavant disponible en streaming depuis le 18 février 2020. Les chansons étaient disponibles ensemble sous forme d'album en streaming uniquement via SoundCloud.
Le 13 février 2023, Lover (Live from Paris) a été annoncé par le compte de fan officiel de Swift comme un album vinyle en édition limitée à sortir le jour de la Saint-Valentin via Republic Records. Chaque coffret contient deux disques vinyles en forme de cœur, l'un rose et l'autre bleu, et est disponible à l'achat exclusivement sur la boutique en ligne de Swift. Lover (Live from Paris) est le troisième album live de Swift, après Speak Now World Tour – Live (2011), Live from Clear Channel Stripped 2008 (2020) et Folklore: The Long Pond Studio Sessions (From the Disney+ Special) (2020). Billboard a rapporté qu'un total de 13 000 exemplaires de l'album étaient disponibles à l'achat aux États-Unis.
L'album est publié à nouveau en 2025 en format vinyle et pour la première fois en version numérique, à des dates différentes selon les pays.

## Performance commerciale
Lover (Live from Paris) a été l'album vinyle le plus vendu aux États-Unis pour la semaine des charts du 4 mars 2023. Il a dominé le classement Billboard Vinyl Albums en tant que neuvième album numéro un de Swift dans le classement, a atterri au numéro cinq du classement Top Album Sales en vendant la totalité de ses 13 000 exemplaires disponibles, et a fait ses débuts à la 58e place du Billboard 200 global. Parallèlement à l'entrée de l'album live dans le classement Billboard 200 daté du 4 mars 2023, Swift a classé neuf autres albums, devenant ainsi la première artiste de l'histoire à placer au moins 10 albums dans le Billboard 200 simultanément depuis le musicien américain Prince en 2016 ; Swift est la première soliste vivante à classer 10 albums en une seule semaine depuis 1963.
Lors de sa ressortie en janvier 2025, l'album atteint aux États-Unis la 2e place du Billboard 200 et la première place du classement des ventes physiques et numériques, pour la 15e fois (un record), avec 202 500 exemplaires vendus, dont 161 000 copies en vinyle, un autre record pour un album live depuis 1991. Taylor Swift fait mieux encore au Royaume-Uni : l'album atteint la première place avec environ 47 000 exemplaires vendus en février 2025. C'est la meilleure vente pour un album live depuis dix ans, depuis Symphonica de George Michael, et c'est le premier album no 1 avec uniquement des vinyles, sans aucun stream, depuis 8 ans, depuis son propre album Reputation. C'est son 13e album no 1 dans ce pays, ce qui lui permet de dépasser Madonna et de devenir la chanteuse avec le plus d'albums no 1 et d'égaler Elvis Presley en tant qu'artiste international avec le plus d'albums no 1. L'album n'atteint en revanche que la 14e place en Australie en février tandis qu'il permet à l'album Lover d'accéder à nouveau au top 5 en Allemagne, où la version live de l'album est ajoutée à la version studio. En France, le succès est nettement moins convaincant : l'album n'entre qu'à la 39e place, avec 1 900 exemplaires vendus.

## Liste des chansons
Tous les morceaux sont produits par Taylor Swift et sous-titrés « (Live from Paris) ».

### Face A
1. « Me ! » (Taylor Swift, Joel Little, Brendon Urie ) – 3:33
2. « The Archer » (Taylor Swift, Jack Antonoff ) – 3:30

### Face B
1. « Death by a Thousand Cuts » (Swift, Antonoff) – 3:19
2. « Cornelia Street » (Swift) – 4:56

### Face C
1. « The Man» (Swift, Little) – 3:39
2. « Daylight » (Swift) – 4:22

### Face D
1. « You Need to Calm Down » (Swift, Little) – 3:23
2. « Lover » (Swift) – 3:49

## Personnel
- Taylor Swift – chant, production, composition, piano, guitare
- Max Bernstein – guitare, guitare acoustique, clavier
- Mike Meadows – guitare acoustique, clavier
- Paul Sidoti – guitare, guitare acoustique
- Amos Heller – basse, clavier
- Eliotte Woodford – chœurs
- Jeslyn Gorman – chœurs
- Kamilah Marshall – chant de fond
- Mélanie Nyema – chant de fond
- Matt Billingslea – batterie
- David Cook – clavier
- Jack Antonoff – écriture de chansons
- Joel Little – écriture de chansons
- Brendon Urie – écriture de chansons
- Christopher Rowe – mastering, mixage, ingénierie

## Classement
| Classement (2023)                   | Meilleure position |
| ----------------------------------- | ------------------ |
| Albums vinyles australiens ( ARIA ) | 6                  |
| 9                                   |                    |
| 90                                  |                    |
| 58                                  |                    |

## Historique des sorties
| Région | Date            | Format(s)                         | Étiquette | Ref.   |
| ------ | --------------- | --------------------------------- | --------- | ------ |
| Divers | 19 mai 2020     | Streaming, téléchargement digital | Repbulic  | ,      |
| Divers | 14 février 2023 | Vinyle LP                         | Repbulic  | [ 14 ] |
| Divers | 7 janvier 2025  | Vinyle LP (réédition)             | Repbulic  |        |